# 関義友
関 義友（せき よしとも、1967年11月8日 - ）は、国会ロビイスト。

## 来歴
大阪市生まれ、兵庫県宝塚市で育つ。1986年4月26日に発生したチェルノブイリ原子力発電所事故に衝撃を受け、反原発活動に身を投じる。その後、市場調査会社・不動産会社などに勤務。留学生を講師とする韓国語・中国語・インドネシア語講座の開校に携わっていたが不動産会社をリストラされ、近隣の商店街関係者らと「関組★多文化共生事業部」を立ち上げたがこの際に関組長（せきくみちょう）を自称し、現在もこの通称を使用している。
2001年9月11日のアメリカ同時多発テロ事件を契機に特定政党への支持または反対の立場を表明しない超党派ロビイストの活動を開始。国会の会期中は原則として永田町近辺に常駐し原子力問題や普天間飛行場移設問題、イラク戦争、共謀罪などに関連してロビー活動を行い、国会議員に対して直接提言を行うようになった。
公式文書としては「イラク復興支援に予算を出さない衆議院決議に関する請願」「テロ特措法とイラク特措法の廃止法制定に関する請願」「議員会館の駐車場におけるアイドリングストップを求めることに関する請願」「平成十七年度予算案における辺野古ボーリング調査費の二十七億円に予算修正の動議を出すことに関する請願」「普天間飛行場の移設に係る政府方針に基づいたＳＡＣＯ関連経費の執行凍結に関する請願」「教育基本法案と日本国教育基本法案の記名採決を求めることに関する請願」「辺野古におけるボーリング調査に関する質問主意書」等の国会議員に提出させたものがある。

## 著書・雑誌連載
- 気に入らぬ奴は逮捕しろ! -警察官の人権感覚-（共著、社会評論社）
- 関組長の国会ロビー活動入門（週刊金曜日、不定期連載）